# Associazione Calcio Marzotto 1965-1966
Questa pagina raccoglie le informazioni riguardanti l'Associazione Calcio Marzotto nelle competizioni ufficiali della stagione 1965-1966.

## Rosa
| N. |                   | Ruolo | Calciatore         |
| -- | ----------------- | ----- | ------------------ |
|    | Italia (bandiera) |       | Anceschi           |
|    | Italia (bandiera) | C     | Rodolfo Bacchetti  |
|    | Italia (bandiera) | A     | Gianni Benasciutti |
|    | Italia (bandiera) | C     | Giuseppe Bertoni   |
|    | Italia (bandiera) | C     | Giorgio Biasiolo   |
|    | Italia (bandiera) | A     | Giorgio Carli      |
|    | Italia (bandiera) | P     | Fabio Carnevali    |
|    | Italia (bandiera) | D     | Fulvio Cattani     |
|    | Italia (bandiera) | C     | Ivano De Vettor    |
|    | Italia (bandiera) | C     | Luigi Donadello    |
|    | Italia (bandiera) | D     | Edoardo Ferrari    |
|    | Italia (bandiera) | A     | Livio Ferraro      |
|    | Italia (bandiera) | A     | Flavio Franzetto   |

| N. |                   | Ruolo | Calciatore               |
| -- | ----------------- | ----- | ------------------------ |
|    | Italia (bandiera) |       | Frigo                    |
|    | Italia (bandiera) | D     | Giovanni Guderzo         |
|    | Italia (bandiera) |       | Guiotto                  |
|    | Italia (bandiera) | D     | Paolo Luise              |
|    | Italia (bandiera) | D     | Gian Battista Magaraggia |
|    | Italia (bandiera) | C     | Pierluigi Magri          |
|    | Italia (bandiera) | D     | Stefano Mariani          |
|    | Italia (bandiera) | A     | Renato Mola              |
|    | Italia (bandiera) | A     | Enzo Padovani            |
|    | Italia (bandiera) | C     | Attilio Porra            |
|    | Italia (bandiera) | P     | Giuseppe Ridolfi         |
|    | Italia (bandiera) | A     | GinoTomizioli            |